# 콴자 (행사)

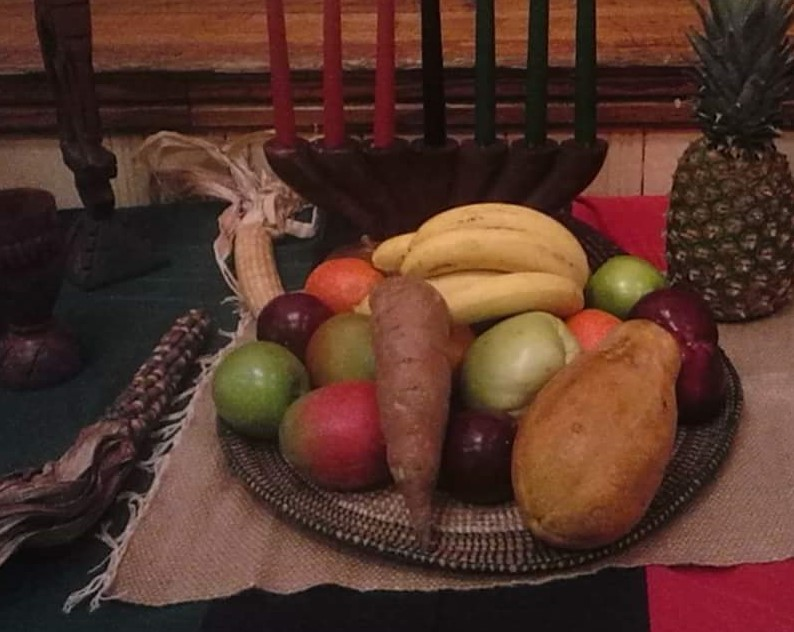
2018 콴자 디스플레이

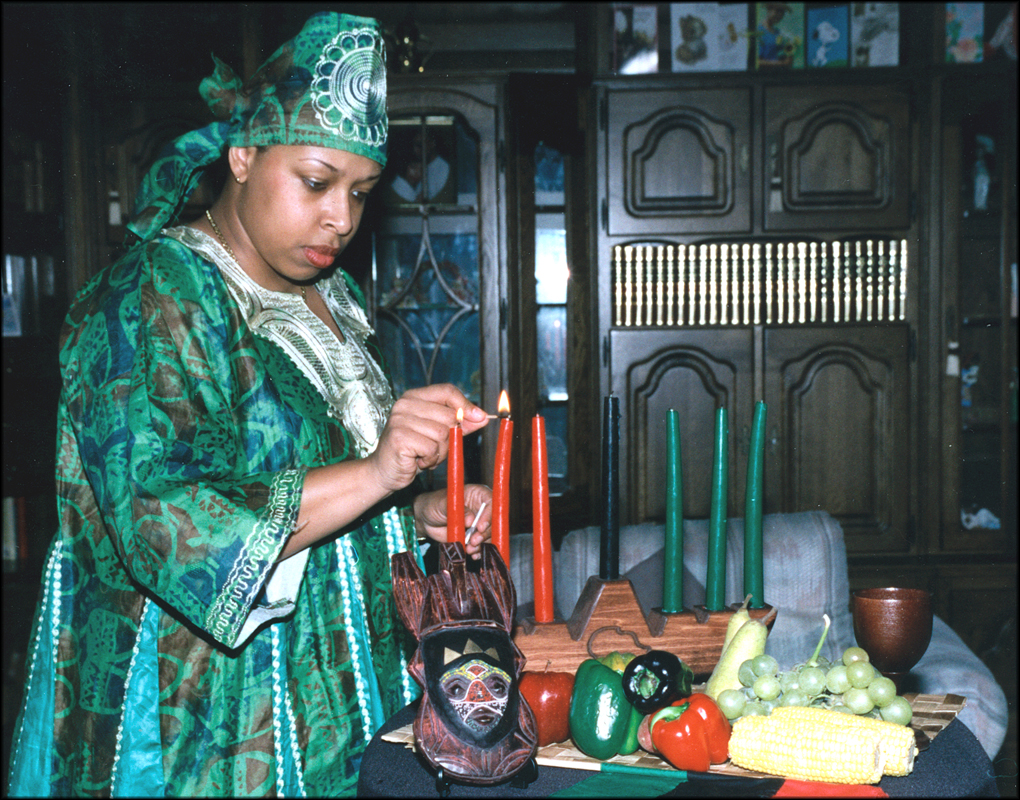
콴자

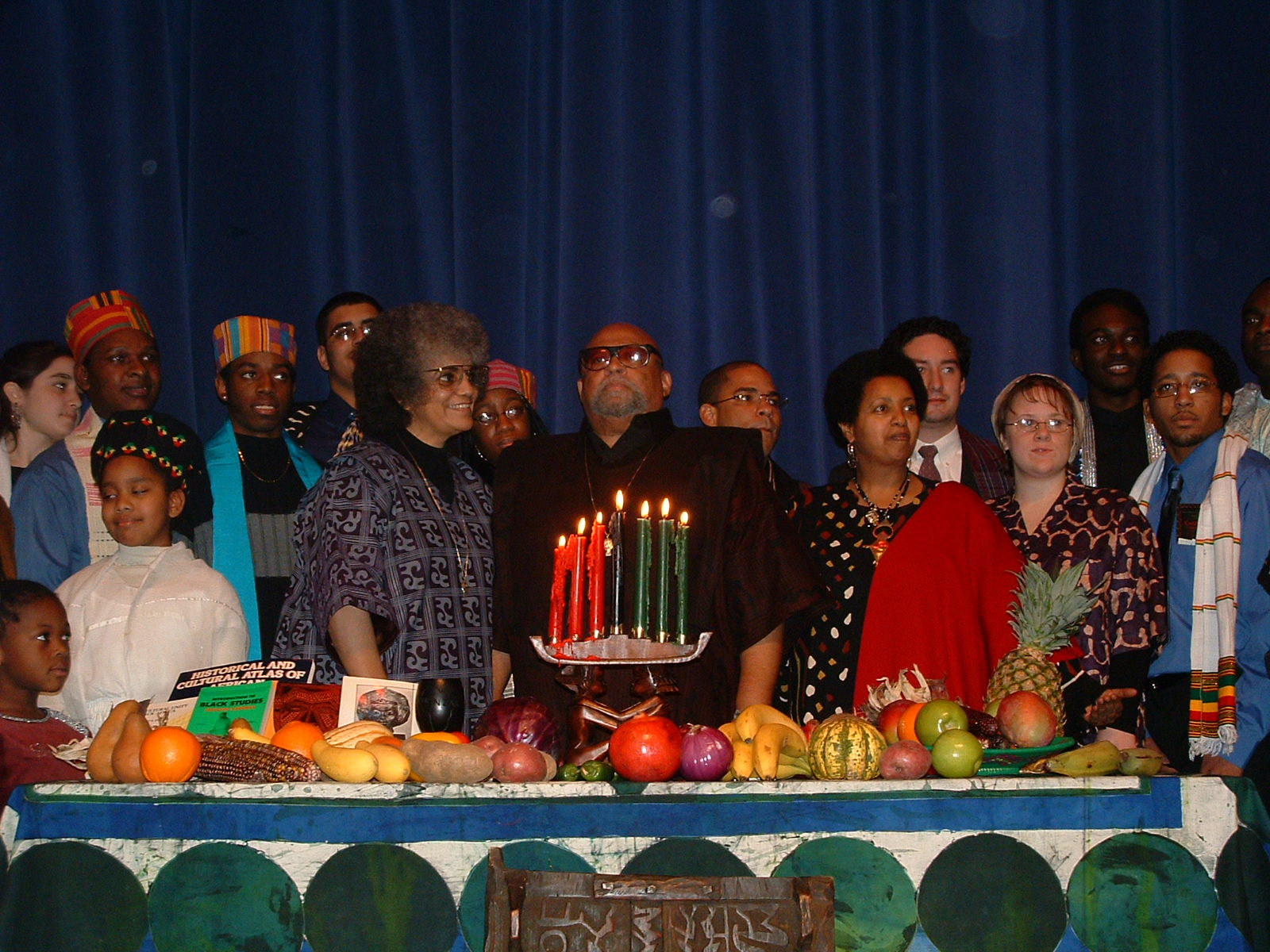
2003 콴자 기념행사, 창립자 마울라나 카렌가(Maulana Karenga) 외

콴자(Kwanzaa)는 12월 26일에서 1월 1일까지 미국에서 아프리카계 미국인들이 여는 문화적 축제이다.

## 같이 보기
- 미국의 공휴일